# Kasenga
Kasenga är ett territorium i Kongo-Kinshasa. Det ligger i provinsen Haut-Katanga, i den sydöstra delen av landet, 1 600 km öster om huvudstaden Kinshasa.